# K-1 (路面電車車両)
K-1（ウクライナ語: К-1）は、ウクライナの鉄道車両メーカーであるタトラ＝ユークがウクライナ各地へ向けて展開している路面電車車両である。

## 概要
タトラ＝ユーク（Татра-Юг）はウクライナの国営企業であるユージュマシュとチェコのČKDタトラの合資会社として設立された企業で、ČKDタトラ倒産後は有限責任会社として路面電車の製造事業を展開している。設立当初はČKDタトラのタトラT6B5（T3M）の同型車両をウクライナ各地に向けて製造していたが、2001年以降同社はこの車両を基にした独自形式の展開を開始した。これがK-1である。
ループ線が存在する路線に適した片運転台のボギー車で、連結運転にも対応している。全溶接支持構造を用いた鋼製車体を有しており、車体は防食コーディングにより耐用年数の増加が図られている。車内にはクロスシートがあり、3箇所の乗降扉が存在する右側には1列、左側には2列が設置されている。暖房は運転室と客室で独自に設置されており、暖房については前者は空調装置（HVAC）、後者は側壁内に埋め込まれたヒーターによって行われる。
電気機器はウクライナ各地の企業で製造され、主電動機はハルキウのエレクトロティアズマッシュ（ГП «Электротяжмаш»）製の直流電動機が、制御装置はザポリージャのザポリージャ電気機器工場（КПТТ Запорожского электроаппаратного завода）製の電機子チョッパ制御装置（IGBT素子）が用いられている。制動装置には回生ブレーキが用いられており、従来の車両と比べて消費電力が40 - 50 %削減される。これらを含め、K-1の部品のうち90 %以上はウクライナ製のものが使われている。

## 導入都市
2001年に試作車が製造された後、2004年以降以下のウクライナの各都市へ向けて導入が行われている。
| K-1 導入都市一覧                                    | K-1 導入都市一覧 | K-1 導入都市一覧                           |
| 都市                                                | 導入車両数       | 備考・参考                                 |
| --------------------------------------------------- | ---------------- | ------------------------------------------ |
| ドネツィク (ドネツィク市電)                         | 28両             |                                            |
| オデッサ (オデッサ市電)                             | 10両             |                                            |
| キーウ (キーウ市電)                                 | 9両              |                                            |
| クルィヴィーイ・リーフ (クルィヴィーイ・リーフ市電) | 7両              |                                            |
| マリウポリ (マリウポリ市電)                         | 7両              |                                            |
| ムィコラーイウ (ムィコラーイウ市電)                 | 6両              |                                            |
| ルハーンシク (ルハーンシク市電)                     | 5両              | 1両は火災により焼失 2015年以降全車運行停止 |
| ザポリージャ （ザポリージャ市電）                   | 1両              |                                            |
| コノトプ (コノトプ市電)                             | 1両              | 試作車 2007年以降営業運転に使用            |
| カーミヤンシケ (カーミヤンシケ市電)                 | 1両              |                                            |

## ギャラリー

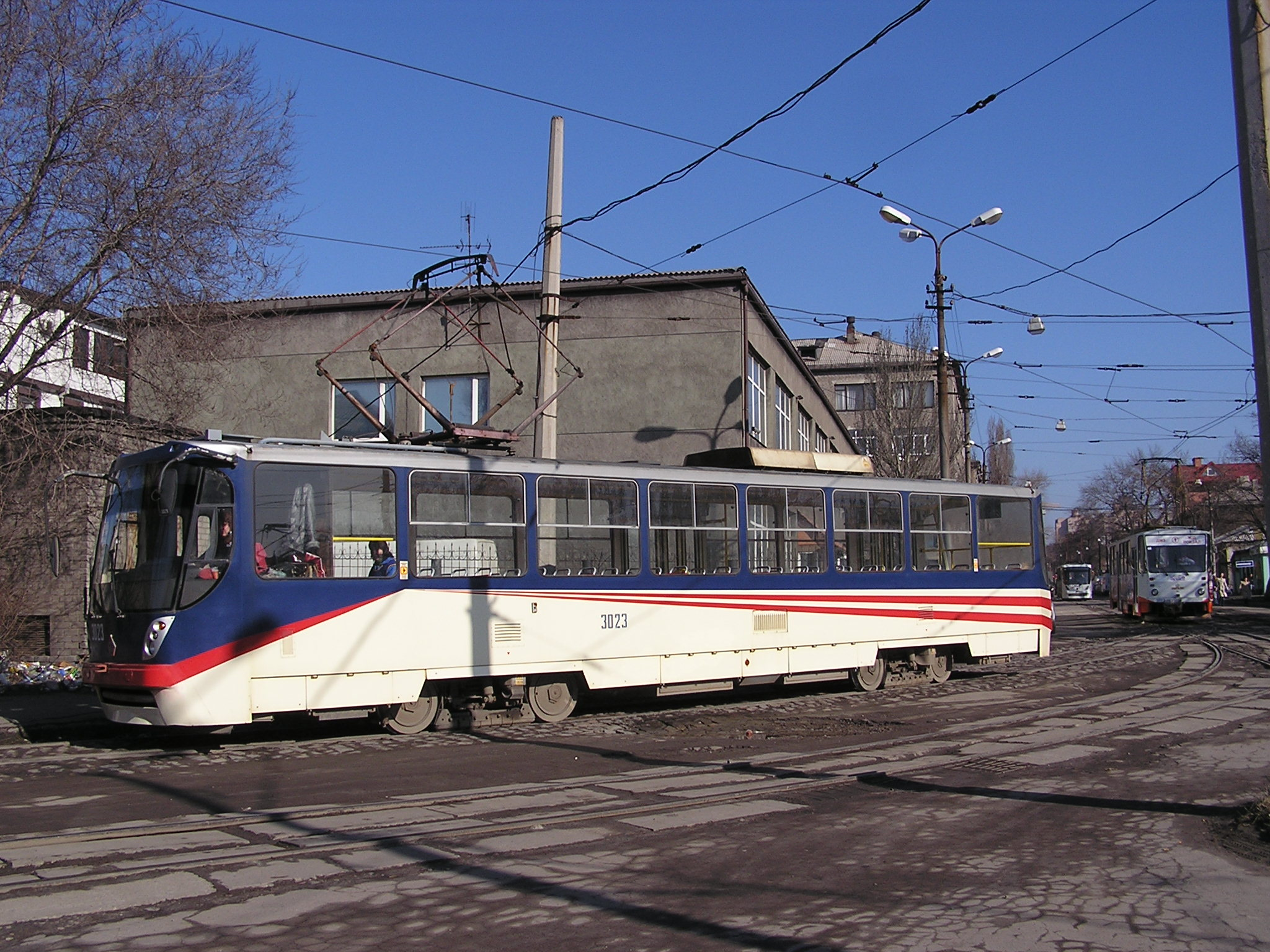
ドネツク
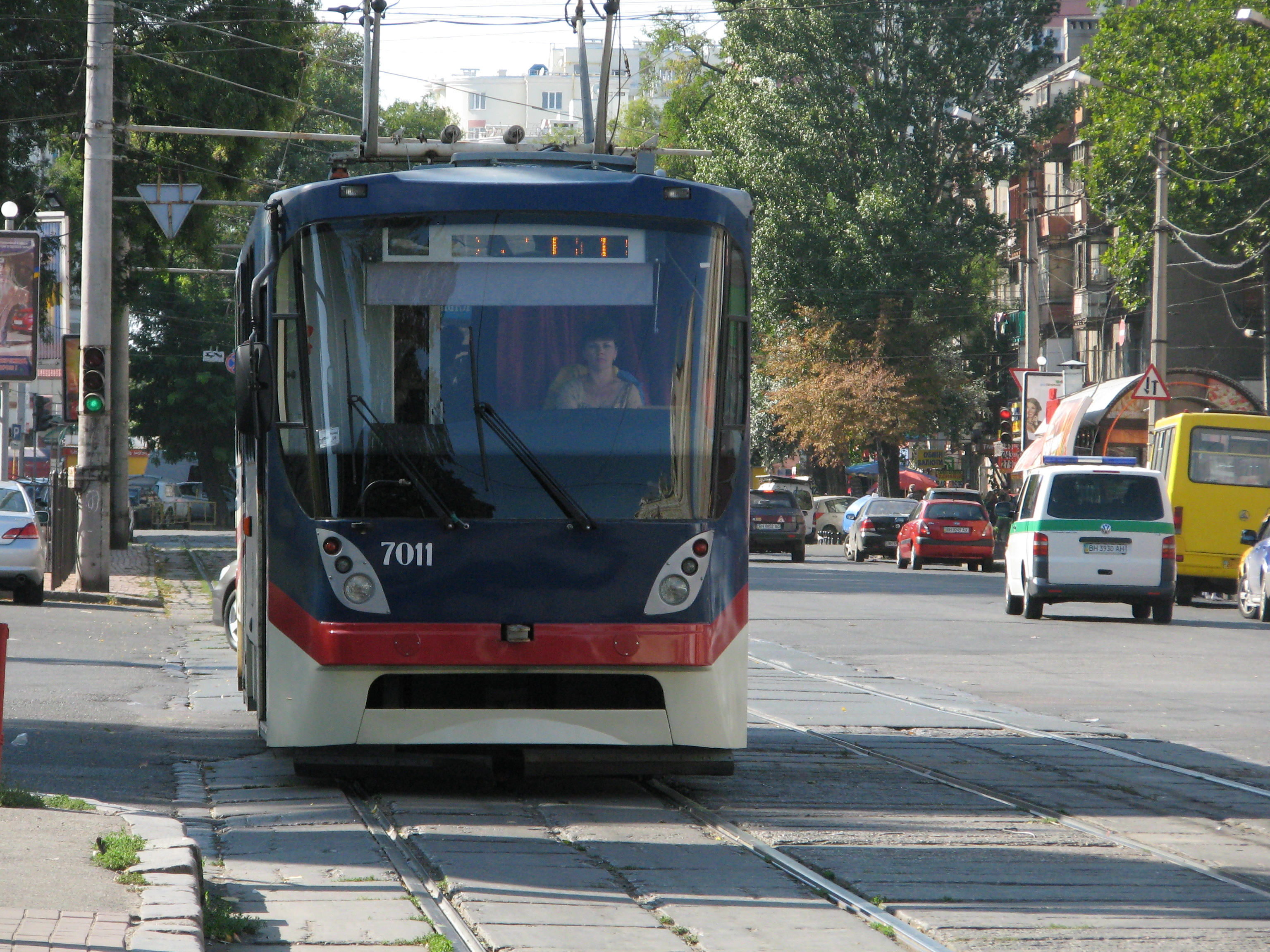
オデッサ
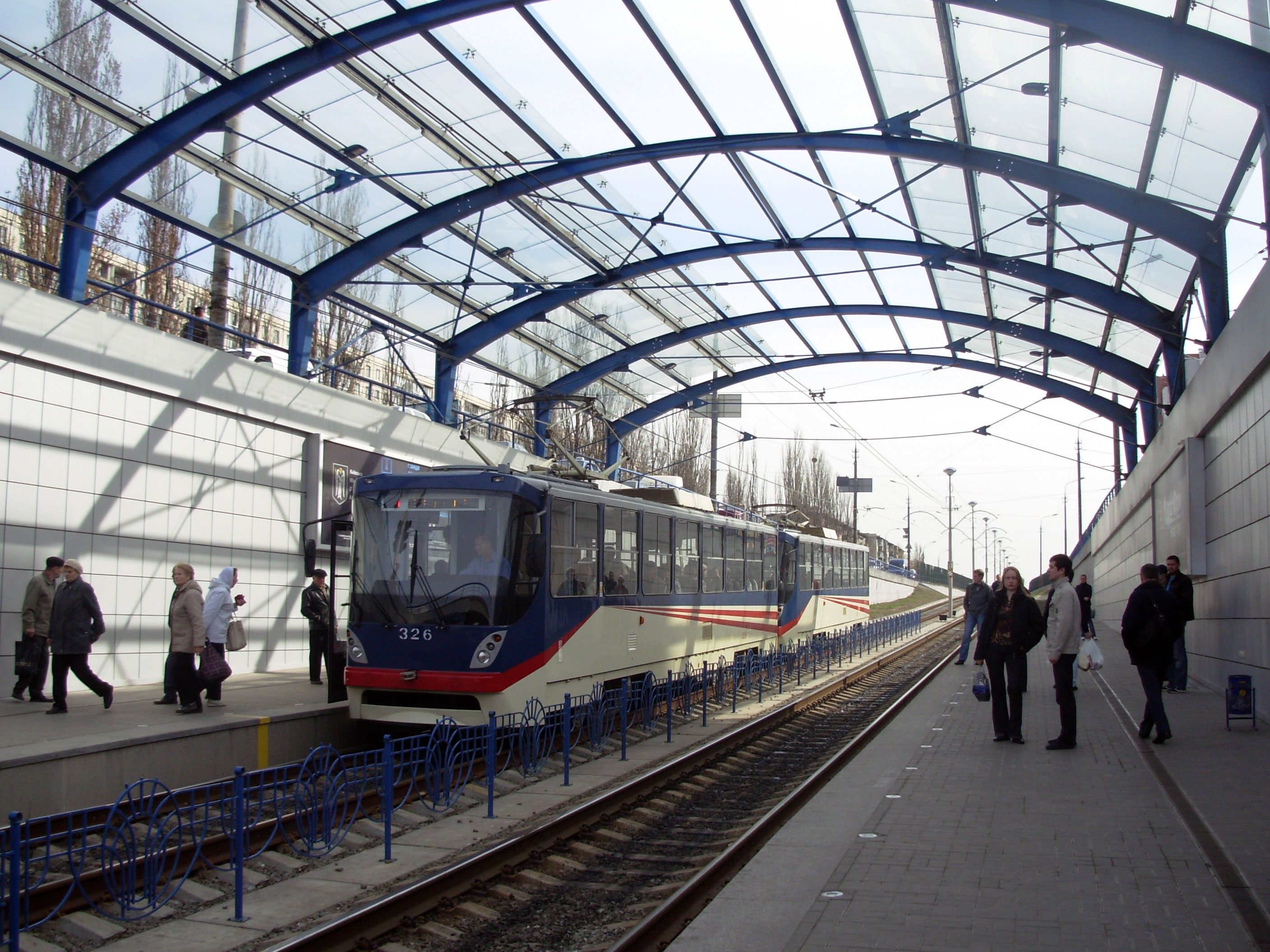
キーウ
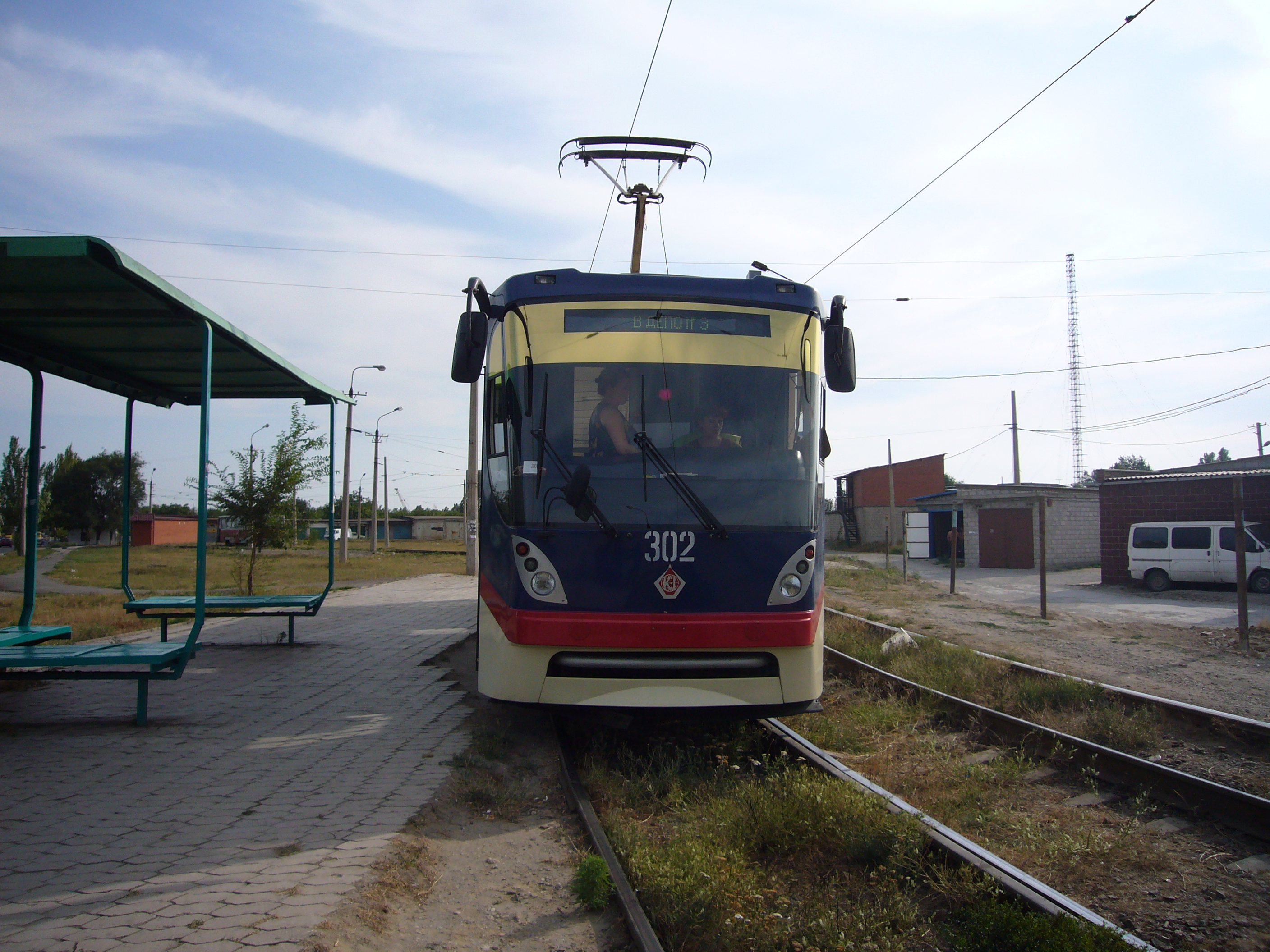
マリウポリ
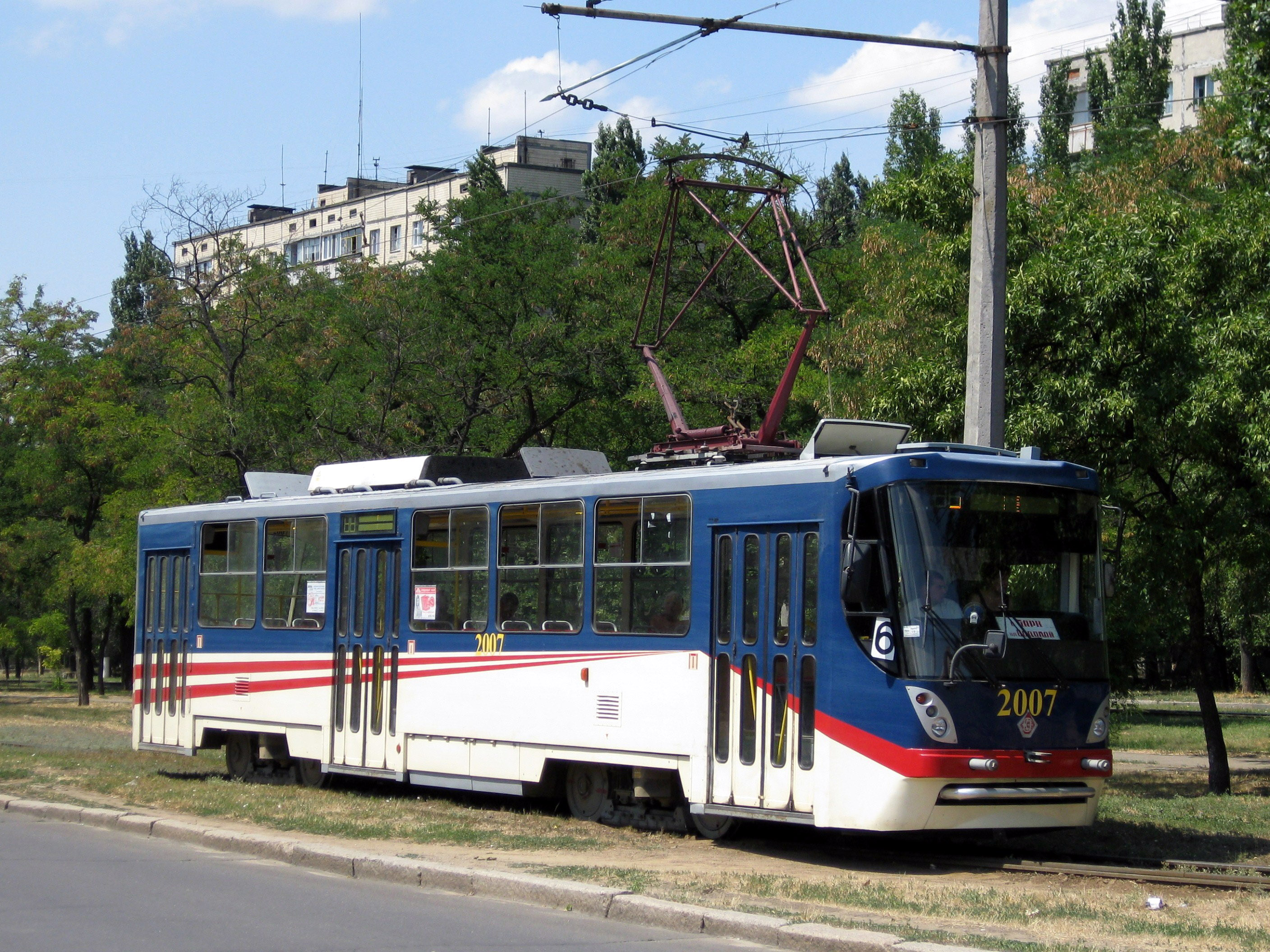
ムィコラーイウ
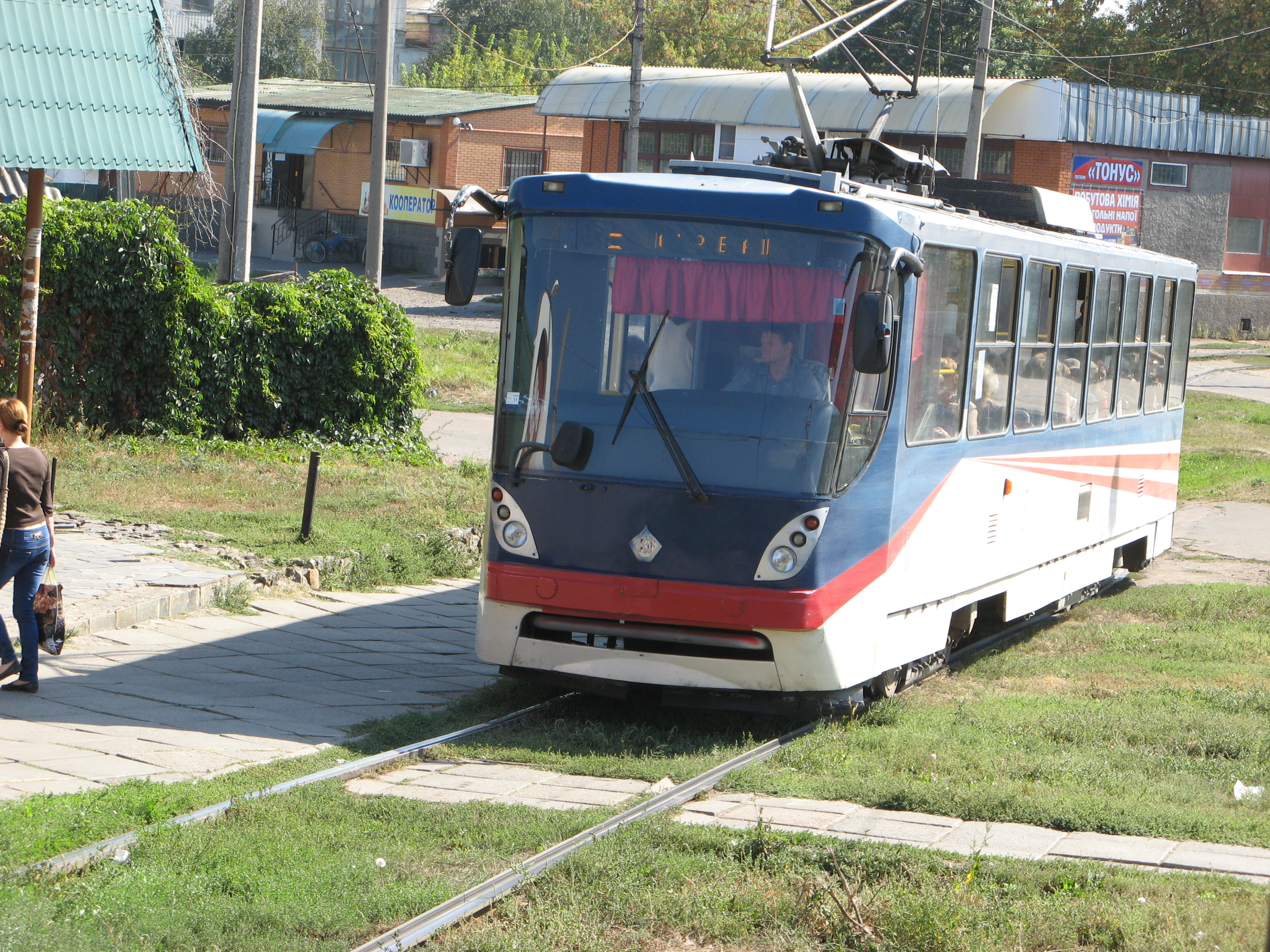
コノトプ
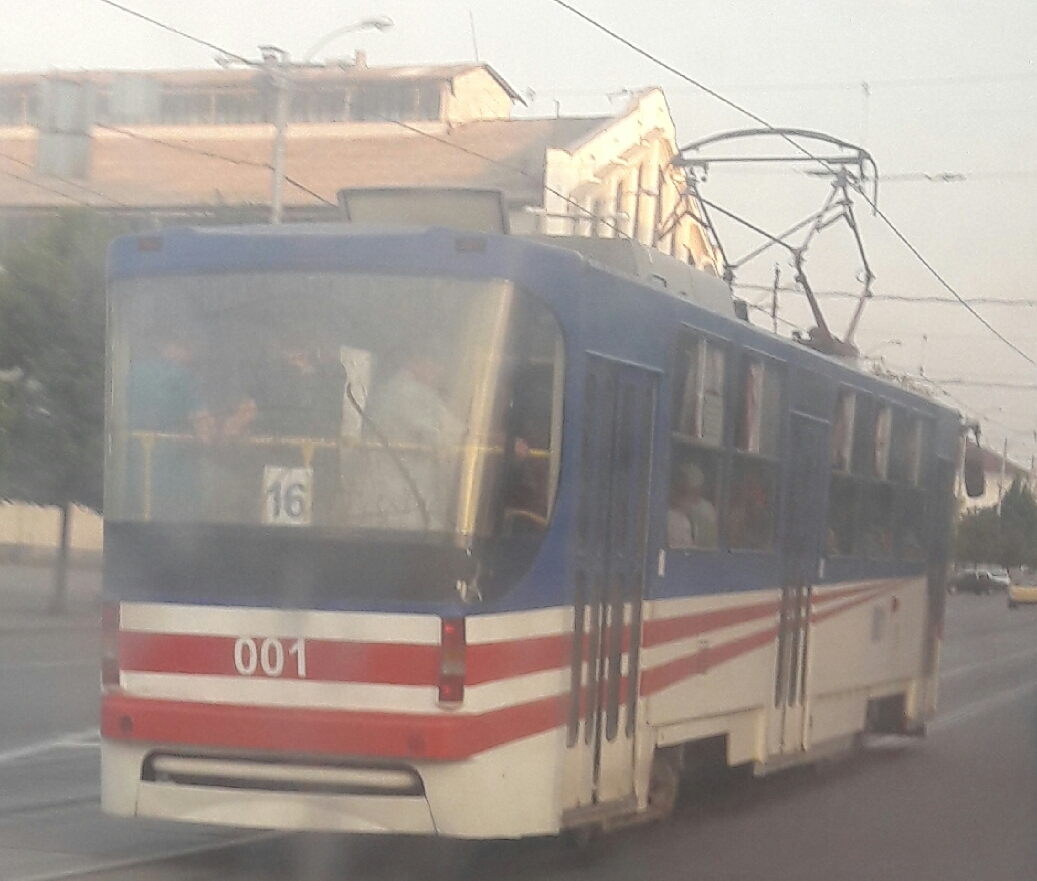
ザポリージャ（後方）